# Hieracium neocerinthe
Hieracium neocerinthe es una especie de planta con flor del género Hieracium, de la familia Asteraceae, orden Asterales.

## Distribución
Hieracium neocerinthe se distribuye por Francia y España.

## Taxonomía
Fue descrita científicamente por R. E. Fr.